# 1880 McCrosky
1880 McCrosky este un asteroid din centura principală, descoperit pe 13 ianuarie 1940 de Karl Reinmuth.